# Coupe du monde de ski acrobatique 2006-2007
Navigation
Édition précédente Édition suivante
La Coupe du monde de ski acrobatique 2006-2007 est la vingt-huitième édition de la Coupe du monde de ski acrobatique organisée par la Fédération internationale de ski. Elle comprend cinq épreuves : le ski de bosses, le ski de bosses en parallèle, le saut acrobatique, le ski cross et le half-pipe.
La Canadienne Jennifer Heil et l'Australien Dale Begg-Smith sont sacrés champions pour la première fois.

## Déroulement de la compétition
L'étape avancée à Mont Buller (en Australie) est annulée cette année, et la saison est de manière générale marquée par les annulations. C'est donc une saison finalement très courtes avec seulement vingt épreuves (et même dix-neuf pour les femmes) en neuf étapes : trois en Amérique du nord, trois en Asie et quatre en Europe. Elle et se déroule du 9 décembre 2006 au 3 mars 2007. La saison est interrompue mi-février par les Championnats du monde de Madonna di Campiglio.
Après deux ans d'absences le ski de bosses en parallèle retrouve sa place dans le calendrier avec trois courses et un classement propre, une première depuis 2003.
La Canadienne Jennifer Heil spécialiste des bosses remporte son quatrième titre d'affilée dans la spécialité, son premier en parallèle, et pour la première fois le classement général. De même l'Australien Dale Begg-Smith  remporte un deuxième titre consécutif en ski de bosses, un premier en parallèle, et le classement général.
| \| Mont Buller \| Sites des compétitions de ski acrobatique en Australie |
| Mont Buller                                                              |

| Mont Buller |

| \| Jilin Inawashiro \| Sites des compétitions de ski acrobatique en Asie |
| Jilin Inawashiro                                                         |

| Jilin Inawashiro |

| \| Mont Gabriel Deer Valley Lake Placid Apex \| Sites des compétitions de ski acrobatique en Amérique du Nord |
| Mont Gabriel Deer Valley Lake Placid Apex                                                                     |

| Mont Gabriel Deer Valley Lake Placid Apex |

| \| Tignes Flaine Les Contamines La Plagne Kreischberg Madonna di Campiglio Davos \| Sites des compétitions de ski acrobatique dans les Alpes |
| Tignes Flaine Les Contamines La Plagne Kreischberg Madonna di Campiglio Davos                                                                |

| Tignes Flaine Les Contamines La Plagne Kreischberg Madonna di Campiglio Davos |

| \| Mont Buller \| Sites des compétitions de ski acrobatique en Australie |
| Mont Buller                                                              |

| Mont Buller |

| \| Jilin Inawashiro \| Sites des compétitions de ski acrobatique en Asie |
| Jilin Inawashiro                                                         |

| Jilin Inawashiro |

| \| Mont Gabriel Deer Valley Lake Placid Apex \| Sites des compétitions de ski acrobatique en Amérique du Nord |
| Mont Gabriel Deer Valley Lake Placid Apex                                                                     |

| Mont Gabriel Deer Valley Lake Placid Apex |

| \| Tignes Flaine Les Contamines La Plagne Kreischberg Madonna di Campiglio Davos \| Sites des compétitions de ski acrobatique dans les Alpes |
| Tignes Flaine Les Contamines La Plagne Kreischberg Madonna di Campiglio Davos                                                                |

| Tignes Flaine Les Contamines La Plagne Kreischberg Madonna di Campiglio Davos |

| \| Špindleruv Mlýn Voss \| Sites des compétitions de ski acrobatique en Europe hors Alpes |
| Špindleruv Mlýn Voss                                                                      |

| Špindleruv Mlýn Voss |

## Classements

### Général
La saison compte vingt épreuves pour les hommes et dix-neuf pour les femmes : six en saut acrobatique, sept en ski de bosses, trois en ski de bosses en parallèle (deux pour les femmes), trois en ski cross et une en half-pipe.
| Rang | Nom                | Points |
| ---- | ------------------ | ------ |
| 1    | Dale Begg-Smith    | 78,40  |
| 2    | Steve Omischl      | 67,67  |
| 3    | Jeret Peterson     | 61,33  |
| 4    | Guilbaut Colas     | 49,60  |
| 5    | Audun Grønvold     | 44,40  |
| 6    | Tomáš Kraus        | 44,00  |
| 7    | Alexandre Bilodeau | 40,80  |
| 8    | Nathan Roberts     | 39,20  |
| 9    | Cord Spero         | 38,40  |
| 10   | Sen Qiu            | 36,83  |

| Rang | Nom               | Points |
| ---- | ----------------- | ------ |
| 1    | Jennifer Heil     | 87,11  |
| 2    | Jacqui Cooper     | 79,17  |
| 3    | Li Nina           | 70,00  |
| 4    | Shannon Bahrke    | 55,11  |
| 5    | Ophélie David     | 52,00  |
| 6    | Margarita Marbler | 49,11  |
| 7    | Evelyne Leu       | 45,67  |
| 8    | Magdalena Iljans  | 45,00  |
| 9    | Guo Xinxin        | 43,17  |
| 10   | Kristi Richards   | 42,33  |

### Saut acrobatique
Sur les neuf épreuves prévues, trois sont annulées (les deux épreuves inaugurales australiennes de Mont Buller et celle de Lake_Placid) tandis qu'une est reportée de Špindlerův Mlýn à Voss. CHez les femmes la Chinoise championne de 2005 Nina Li remporte les deux premiers concours puis signe trois podiums. Mais la revenant Australienne
Jacqui Cooper, trois fois championne de 1999 à 2001 mais absente en 2003 et 2004, remporte trois des quatre dernières, plus une deuxième place. Et c'est elle qui remporte le globe de la spécialité, sont quatrième. Chez les hommes l'Américain Jeret Peterson et le Canadien Steve Omischl remportent tous deux deux courses (et un deuxième place pour Omischl, deux troisièmes places sur Peterson), et c'est le Canadien qui remporte le titre, son deuxième après 2004.
| Rang | Nom               | Points |
| ---- | ----------------- | ------ |
| 1    | Steve Omischl     | 406,00 |
| 2    | Jeret Peterson    | 368,00 |
| 3    | Modèle:Cord Spero | 228,00 |
| 4    | Sen Qiu           | 221,00 |
| 5    | Kyle Nissen       | 199,00 |

| Rang | Nom           | Points |
| ---- | ------------- | ------ |
| 1    | Jacqui Cooper | 475,00 |
| 2    | Li Nina       | 420,00 |
| 3    | Evelyne Leu   | 274,00 |
| 4    | Guo Xinxin    | 259,00 |
| 5    | Ala Tsuper    | 215,00 |

### Bosses
La saison de ski de bosses est marquée par la retraite de la Norvégienne Kari Traa et ses sept globes de cristal. Sur les Huit épreuves prévues, deux sont reportées (Tignes à La Plagne et Špindlerův Mlýn à Voss) et une annulée (Lake_Placid). Chez les femmes l'Américaine remporte les deux premières courses avant que la triple championne en titre Canadienne Jennifer Heil ne remporte les cinq suivantes, et son quatrième titre dans la spécialité avec une avance confortable de presque trois-cent points. Chez les hommes l'Australien Dale Begg-Smith fait presque aussi bien avec quatre victoires contre deux pour l'Américain Nathan Roberts. Begg-Smith conserve son titre de 2006 avec le même nombre de points que Heil (sept-cent quatre-vingt-quatre) et une avance encore plus grande sur son dauphin, le Français Guilbaut Colas (quatre-cent soixante-neuf points).
| Rang | Nom                       | Points |
| ---- | ------------------------- | ------ |
| 1    | Dale Begg-Smith           | 784,00 |
| 2    | Guilbaut Colas            | 469,00 |
| 3    | Alexandre Bilodeau        | 408,00 |
| 4    | Nathan Roberts            | 392,00 |
| 5    | Pierre-Alexandre Rousseau | 349,00 |

| Rang | Nom                 | Points |
| ---- | ------------------- | ------ |
| 1    | Jennifer Heil       | 784,00 |
| 2    | Shannon Bahrke      | 496,00 |
| 3    | Margarita Marbler   | 42,00  |
| 4    | Kristi Richards     | 381,00 |
| 5    | Stéphanie St-Pierre | 319,00 |

### Bosses en parallèle
La saison 2006-2007 voit le retour du ski de bosses en parallèle après deux ans d'absence, et la discipline bénéficie même d'un classement séparé du ski de bosse, une première depuis 2003. Trois épreuves sont au programme, mais celles d'Inawashiro est annulée pour les femmes. Chez les hommes ce sont les mêmes skieurs que pour le ski de bosses qui s'illustrent : les mêmes skieurs dans le top 5, et les deux mêmes au premières places : Dale Begg-Smith (deux victoires) s'impose devant Guilbaut Colas (une victoire et deux troisièmes places). Chez les femmes aussi les protagonistes sont globalement les mêmes, et là aussi Jennifer Heil (une victoire et une deuxième place) s'impose devant sa dauphine des bosses, Shannon Bahrke.
| Rang | Nom                       | Points |
| ---- | ------------------------- | ------ |
| 1    | Dale Begg-Smith           | 334,00 |
| 2    | Guilbaut Colas            | 317,00 |
| 3    | Pierre-Alexandre Rousseau | 228,00 |
| 4    | Alexandre Bilodeau        | 226,00 |
| 5    | Nathan Roberts            | 225,00 |

| Rang | Nom               | Points |
| ---- | ----------------- | ------ |
| 1    | Jennifer Heil     | 384,00 |
| 2    | Shannon Bahrke    | 319,00 |
| 3    | Sara Kjellin (en) | 261,00 |
| 4    | Kristi Richards   | 233,00 |
| 5    | Margarita Marbler | 214,00 |

### Ski cross
Amputé de deux étapes, Kreischberg et Špindlerův Mlýn, la saison de ski cross ne comprend que trois épreuves. L'autrichienne Karin Huttary se blesse gravement au dos lors d’entraînement de pré-saison aux États-Unis, et laisse la française Ophélie David, triple championne en titre, sans sa principale rivale. Deux fois deuxième et une fois victorieuse, celle-ci remporte son quatrième titre d'affilée. En l'absence de la numéro deux, la troisième de 2006, la suédoise Magdalena Iljans, se classe deuxième (une victoire et une seconde places). De même la Française Méryll Boulangeat (une victoire et une troisième place) passe de la quatrième à la troisième place. Chez les hommes Tomáš Kraus le double tenant du titre est détrôné par le Norvégien Audun Grønvold (deux victoires) et se classe deuxième du classement avec trois podiums en trois courses, mais aucune victoire.
| Rang | Nom                   | Points |
| ---- | --------------------- | ------ |
| 1    | Audun Grønvold        | 222,00 |
| 2    | Tomáš Kraus           | 220,00 |
| 3    | Hiroomi Takizawa (en) | 180,00 |
| 4    | Michael Schmid        | 110,00 |
| 5    | Erik Iljans           | 94,00  |

| Rang | Nom               | Points |
| ---- | ----------------- | ------ |
| 1    | Ophélie David     | 260,00 |
| 2    | Magdalena Iljans  | 225,00 |
| 3    | Méryll Boulangeat | 168,00 |
| 4    | Seraina Murk (de) | 150,00 |
| 5    | Émilie Serain     | 122,00 |

### Half-pipe
Trois épreuves sont au programme, mais celles des Contamines mi janvier et des finales de Voss début mars sont anullées. Il n'en reste donc qu'une, à Apex (en) en février. malgré tout un classement est établi. Chez les hommes le Finlandais Kalle Leinonen remporte un troisième concours d'affilée après les deux de 2006 et conserve son titre devant son comatriote Antti-Jussi Kemppainen et le Canadien Josh Bibby (pl). Chez les femmes c'est l'américaine Jessica Cumming (pl) qui s'impose devant l'Australienne Davina Williams (en) et une deuxième Américaine, Jennifer Hudak.
| Rang | Nom                    | Points |
| ---- | ---------------------- | ------ |
| 1    | Kalle Leinonen         | 100,00 |
| 2    | Antti-Jussi Kemppainen | 80,00  |
| 3    | Josh Bibby (pl)        | 60,00  |
| 4    | Tucker Perkins         | 50,00  |
| 5    | Mike Henitiuk          | 45,00  |

| Rang | Nom                  | Points |
| ---- | -------------------- | ------ |
| 1    | Jessica Cumming (pl) | 100,00 |
| 2    | Davina Williams (en) | 80.00  |
| 3    | Jennifer Hudak       | 60.00  |
| 4    | Rosalind Groenewoud  | 50.00  |
| 5    | Ingrid Berntsen (no) | 45.00  |

## Calendrier et résultats

### Hommes
| Date             | Lieu              | Épreuve           | Vainqueur                                                    | Deuxième                                                     | Troisième                                                    |
| 2 décembre 2006  | Mont Buller       | Saut              | Épreuve annulée.                                             | Épreuve annulée.                                             | Épreuve annulée.                                             |
| 3 décembre 2006  | Mont Buller       | Saut              | Épreuve annulée.                                             | Épreuve annulée.                                             | Épreuve annulée.                                             |
| 9 décembre 2006  | Jilin Beida Lake  | Saut              | Ryan St. Onge                                                | Han Xiaopeng                                                 | Jeff Bean                                                    |
| 10 décembre 2006 | Jilin Beida Lake  | Saut              | Steve Omischl                                                | Timofei Slivets                                              | Alexei Grishin                                               |
| 14 décembre 2006 | Tignes            | Bosses            | Épreuve annulée, reprise par La Plagne le 5 février 2007.    | Épreuve annulée, reprise par La Plagne le 5 février 2007.    | Épreuve annulée, reprise par La Plagne le 5 février 2007.    |
| 17 décembre 2006 | Kreischberg       | Skicross          | Épreuve annulée.                                             | Épreuve annulée.                                             | Épreuve annulée.                                             |
| 6 janvier 2007   | Mont Gabriel      | Bosses            | Dale Begg-Smith                                              | Guilbaut Colas                                               | Alexandre Bilodeau                                           |
| 7 janvier 2007   | Mont Gabriel      | Saut              | Cord Spero                                                   | Ryan Blais                                                   | Jeret Peterson                                               |
| 10 janvier 2007  | Flaine            | Skicross          | Audun Grønvold                                               | Hiroomi Takizawa                                             | Tomáš Kraus                                                  |
| 11 janvier 2007  | Deer Valley       | Bosses            | Nathan Roberts                                               | Grégoire Dufosse                                             | Osamu Ueno                                                   |
| 11 janvier 2007  | Deer Valley       | Saut              | Jeret Peterson                                               | Steve Omischl                                                | Sen Qiu                                                      |
| 12 janvier 2007  | Deer Valley       | Saut              | Jeret Peterson                                               | Anton Kushnir                                                | Stanislav Kravchuk                                           |
| 13 janvier 2007  | Deer Valley       | Bosses parallèles | Guilbaut Colas                                               | Vincent Marquis                                              | Pierre-Alexandre Rousseau                                    |
| 14 janvier 2007  | Les Contamines    | Skicross          | Épreuve annulée.                                             | Épreuve annulée.                                             | Épreuve annulée.                                             |
| 18 janvier 2007  | Lake Placid       | Bosses            | Épreuve annulée.                                             | Épreuve annulée.                                             | Épreuve annulée.                                             |
| 20 janvier 2007  | Lake Placid       | Saut              | Épreuve annulée, reprise par Deer Valley le 11 janvier 2007. | Épreuve annulée, reprise par Deer Valley le 11 janvier 2007. | Épreuve annulée, reprise par Deer Valley le 11 janvier 2007. |
| 2 février 2007   | Les Contamines    | Skicross          | Audun Grønvold                                               | Tomáš Kraus                                                  | Eric Iljans                                                  |
| 2 février 2007   | Špindlerův Mlýn   | Bosses            | Épreuve annulée, reprise par Voss le 2 mars 2007.            | Épreuve annulée, reprise par Voss le 2 mars 2007.            | Épreuve annulée, reprise par Voss le 2 mars 2007.            |
| 3 février 2007   | Špindlerův Mlýn   | Saut              | Épreuve annulée.                                             | Épreuve annulée.                                             | Épreuve annulée.                                             |
| 4 février 2007   | Špindlerův Mlýn   | Skicross          | Épreuve annulée.                                             | Épreuve annulée.                                             | Épreuve annulée.                                             |
| 5 février 2007   | La Plagne         | Bosses            | Sami Mustonen                                                | Alexandre Bilodeau                                           | Dale Begg-Smith                                              |
| 6 février 2007   | La Plagne         | Bosses parallèles | Dale Begg-Smith                                              | Pierre-Alexandre Rousseau                                    | Guilbaut Colas                                               |
| 16 février 2007  | Listel-Inawashiro | Skicross          | Hiroomi Takizawa                                             | Tomáš Kraus                                                  | Michael Schmid                                               |
| 17 février 2007  | Listel-Inawashiro | Bosses            | Nathan Roberts                                               | Jay Bowman-Kirigin                                           | Yugo Tsukita                                                 |
| 18 février 2007  | Listel-Inawashiro | Bosses parallèles | Dale Begg-Smith                                              | Mikko Ronkainen                                              | Guilbaut Colas                                               |
| 23 février 2007  | Apex (en)         | Half-pipe         | Kalle Leinonen                                               | Antti-Jussi Kemppainen                                       | Josh Bibby                                                   |
| 24 février 2007  | Apex (en)         | Bosses            | Dale Begg-Smith                                              | Alexandre Bilodeau                                           | Maxime Gingras                                               |
| 25 février 2007  | Apex (en)         | Saut              | Steve Omischl                                                | Kyle Nissen                                                  | Jeret Peterson                                               |
| 2 mars 2007      | Voss              | Half-pipe         | Épreuve annulée.                                             | Épreuve annulée.                                             | Épreuve annulée.                                             |
| 2 mars 2007      | Voss              | Bosses            | Dale Begg-Smith                                              | Nobuyuki Nishi                                               | Alexandre Bilodeau                                           |
| 3 mars 2007      | Voss              | Bosses            | Dale Begg-Smith                                              | Sami Mustonen                                                | David Babic                                                  |

### Femmes
| Date             | Lieu              | Épreuve           | Vainqueur                                                    | Deuxième                                                     | Troisième                                                    |
| 2 décembre 2006  | Mont Buller       | Saut              | Épreuve annulée.                                             | Épreuve annulée.                                             | Épreuve annulée.                                             |
| 3 décembre 2006  | Mont Buller       | Saut              | Épreuve annulée.                                             | Épreuve annulée.                                             | Épreuve annulée.                                             |
| 9 décembre 2006  | Jilin Beida Lake  | Saut              | Li Nina                                                      | Zhang Xin                                                    | Jiao Wang                                                    |
| 10 décembre 2006 | Jilin Beida Lake  | Saut              | Li Nina                                                      | Jacqui Cooper                                                | Xu Mengtao                                                   |
| 14 décembre 2006 | Tignes            | Bosses            | Épreuve annulée, reprise par La Plagne le 5 février 2007.    | Épreuve annulée, reprise par La Plagne le 5 février 2007.    | Épreuve annulée, reprise par La Plagne le 5 février 2007.    |
| 17 décembre 2006 | Kreischberg       | Skicross          | Épreuve annulée.                                             | Épreuve annulée.                                             | Épreuve annulée.                                             |
| 6 janvier 2007   | Mont Gabriel      | Bosses            | Shannon Bahrke                                               | Sara Kjellin                                                 | Margarita Marbler                                            |
| 7 janvier 2007   | Mont Gabriel      | Saut              | Jacqui Cooper                                                | Manuella Mueller                                             | Veronika Bauer                                               |
| 10 janvier 2007  | Flaine            | Skicross          | Magdalena Iljans                                             | Ophélie David                                                | Seraina Murk                                                 |
| 11 janvier 2007  | Deer Valley       | Bosses            | Shannon Bahrke                                               | Jennifer Heil                                                | Hannah Kearney                                               |
| 11 janvier 2007  | Deer Valley       | Saut              | Jacqui Cooper                                                | Li Nina                                                      | Ala Tsuper                                                   |
| 12 janvier 2007  | Deer Valley       | Saut              | Evelyne Leu                                                  | Li Nina                                                      | Guo Xinxin                                                   |
| 13 janvier 2007  | Deer Valley       | Bosses parallèles | Kristi Richards                                              | Jennifer Heil                                                | Hannah Kearney                                               |
| 14 janvier 2007  | Les Contamines    | Skicross          | Épreuve annulée.                                             | Épreuve annulée.                                             | Épreuve annulée.                                             |
| 18 janvier 2007  | Lake Placid       | Bosses            | Épreuve annulée.                                             | Épreuve annulée.                                             | Épreuve annulée.                                             |
| 20 janvier 2007  | Lake Placid       | Saut              | Épreuve annulée, reprise par Deer Valley le 11 janvier 2007. | Épreuve annulée, reprise par Deer Valley le 11 janvier 2007. | Épreuve annulée, reprise par Deer Valley le 11 janvier 2007. |
| 2 février 2007   | Les Contamines    | Skicross          | Méryll Boulangeat                                            | Ophélie David                                                | Katharina Gutensohn                                          |
| 2 février 2007   | Špindlerův Mlýn   | Bosses            | Épreuve annulée, reprise par Voss le 2 mars 2007.            | Épreuve annulée, reprise par Voss le 2 mars 2007.            | Épreuve annulée, reprise par Voss le 2 mars 2007.            |
| 3 février 2007   | Špindlerův Mlýn   | Saut              | Épreuve annulée.                                             | Épreuve annulée.                                             | Épreuve annulée.                                             |
| 4 février 2007   | Špindlerův Mlýn   | Skicross          | Épreuve annulée.                                             | Épreuve annulée.                                             | Épreuve annulée.                                             |
| 5 février 2007   | La Plagne         | Bosses            | Jennifer Heil                                                | Deborah Scanzio                                              | Margarita Marbler                                            |
| 6 février 2007   | La Plagne         | Bosses parallèles | Jennifer Heil                                                | Ingrid Bernsten                                              | Sara Kjellin                                                 |
| 16 février 2007  | Listel-Inawashiro | Skicross          | Ophélie David                                                | Magdalena Iljans                                             | Méryll Boulangeat                                            |
| 17 février 2007  | Listel-Inawashiro | Bosses            | Jennifer Heil                                                | Michelle Roark                                               | Stéphanie St-Pierre                                          |
| 18 février 2007  | Listel-Inawashiro | Bosses parallèles | Épreuve annulée.                                             | Épreuve annulée.                                             | Épreuve annulée.                                             |
| 23 février 2007  | Apex (en)         | Half-pipe         | Jessica Cumming                                              | Davina Williams                                              | Jennifer Hudak                                               |
| 24 février 2007  | Apex (en)         | Bosses            | Jennifer Heil                                                | Shannon Bahrke                                               | Kristi Richards                                              |
| 25 février 2007  | Apex (en)         | Saut              | Jacqui Cooper                                                | Cheng Shuang                                                 | Li Nina                                                      |
| 2 mars 2007      | Voss              | Half-pipe         | Épreuve annulée.                                             | Épreuve annulée.                                             | Épreuve annulée.                                             |
| 2 mars 2007      | Voss              | Bosses            | Jennifer Heil                                                | Margarita Marbler                                            | Stéphanie St-Pierre                                          |
| 3 mars 2007      | Voss              | Bosses            | Jennifer Heil                                                | Margarita Marbler                                            | Kristi Richards                                              |